# 愛之歌 (倖田來未歌曲)
《愛之歌》（日語：愛のうた）為2007年9月12日發行之日本歌手倖田來未的第37單曲。

## 附註
- 〈愛之歌〉為music.jp 電視廣告曲。
- B面曲〈Come Over〉為富士電視台FNS「世界柔道2007」的加油歌曲。
- 本單曲的廣告由倖田親自拍攝。
- 2006年的『4 hot wave』以來的A面・雙數曲，（A面1曲＋B面1曲）的新曲2曲組成的單曲、也是「you」以來相隔1年9個月的同樣的發行型式的作品。另外，同日的親妹misono也發行新曲「挫折地點」，為姊妹首次於同日發行的作品。
- 本曲於唱片大賞連續3年獲得金賞，以及於｢第58回NHK紅白歌合戰｣演唱。
- 本曲也收錄在2008年10月29日發行的合輯「.LOVE」。
- 本曲於2011年2月11日「日本唱片協會」的付費音樂銷售認定同時達到「手機鈴聲」百萬、「全曲下載」三白金的殊榮。

## 曲目

### CD
※僅收錄於初回版
1. 愛之歌（愛のうた）
作詞：Kumi Koda、Kosuke Morimoto　作曲：Kosuke Morimoto　編曲：Tomoji Sogawa
2. Come Over
作詞：Kumi Koda　作曲・編曲：Miki Watanabe
3. 愛之歌（URBAN KISS Ver.）※
4. 愛之歌 (instrumental)
5. Come Over (instrumental)

### DVD
1. 愛之歌 (Music video)
2. 愛之歌 (Making video)